# Hanang (huyện)
Hanang là một huyện thuộc vùng Manyara, Tanzania. Thủ phủ của huyện Hanang đóng tại Ganana. Huyện Hanang có diện tích 2918 ki lô mét vuông. Đến thời điểm điều tra dân số ngày 25 tháng 8 năm 2002, huyện Hanang có dân số 204640 người.